# Васюнино (деревня, Москва)
Васюнино (Матюшкино, Новотроицкое) — деревня в Троицком административном округе Москвы  (до 1 июля 2012 года в составе Подольского района Московской области). Входит в состав поселения Роговское.

## Население
Согласно Всероссийской переписи, в 2002 году в деревне проживало 76 человек (39 мужчин и 37 женщин). По данным на 2005 год в деревне проживало 62 человека.
| 2002 | 2006 | 2010 |
| ---- | ---- | ---- |
| 76   | ↘62  | ↗73  |

## Расположение
Деревня Васюнино расположена примерно в 78 км к юго-западу от центра Москвы. В километре к юго-востоку от деревни проходит Варшавское шоссе. Ближайшие населённые пункты — деревни Бунчиха, Лыковка и Клёновка. До деревни ходят автобусы № 1004 от 5-го микрорайона Северного Бутова (идёт через метро «Бульвар Дмитрия Донского»), № 1003 от метро «Тёплый Стан» и № 1028 от станции Подольск Курского направления МЖД

## История
С конца XVII века вотчина стольника М.А. Челищева и его потомков. Во второй половине XVIII века усадьбой владел бригадир Н.Г. Челищев. В середине XIX века были усадьбы поручицы М.В. Карпенко и чиновницы 7 класса Е.А. Степановой. Во второй половине столетия - жены действительного статского советника О.Е. Колкотконой и поручика С.С. Смирнова.

## Достопримечательности
В деревне Васюнино находится Троицкая церковь, построенная в 1735 году по прошению и на средства Г. М. Челищева, вместо прежней деревянной. Церковь относится к стилю московское барокко. В середине XIX века к церкви пристроили колокольню и трапезную. В 1930-х годах храм закрыли. В середине 1990-х годов здание храма передали православной церкви. Были проведены ремонтные работы, возобновились богослужения. Троицкая церковь является памятником архитектуры федерального значения. Около церкви много старинных надгробий.